# 吴迪西
吴迪西（1962年8月9日—），广东广州人，中国前女子羽毛球运动员，曾在1983年贏得世界羽毛球錦標賽女子雙打冠軍。

## 簡歷
吴迪西年幼时体弱多病，長年受肾炎和伤寒困擾，父母在她十岁时將她送進广州体校學習羽毛球。至14岁時，吴迪西被選入伍，進入原福州部队的羽毛球队，並開始與林瑛組對女雙。
1981年5月，福州部队的羽毛球队解散，吴迪西和林瑛因而轉進了福建省羽毛球队，二人並在同年底入选中国国家羽毛球队。二人在其後的六年間贏得了1983年世界羽毛球錦標賽和1984、1985年羽毛球世界杯的女雙冠軍，以及1984及1986年的尤伯杯冠軍。吴迪西於1986年宣佈退役 。